# Miguel Hidalgo, Tuxtla Chico
Miguel Hidalgo är en ort i Mexiko.   Den ligger i kommunen Tuxtla Chico och delstaten Chiapas, i den sydöstra delen av landet, 900 km sydost om huvudstaden Mexico City. Miguel Hidalgo ligger 291 meter över havet och antalet invånare är 570.
Terrängen runt Miguel Hidalgo är platt åt sydväst, men åt nordost är den kuperad. Runt Miguel Hidalgo är det tätbefolkat, med 442 invånare per kvadratkilometer. Närmaste större samhälle är Tapachula, 6,3 km sydväst om Miguel Hidalgo. Omgivningarna runt Miguel Hidalgo är en mosaik av jordbruksmark och naturlig växtlighet.